# ノートン ユーティリティーズ
ノートン ユーティリティーズ (英: Norton Utilities) は、コンピュータの分析、構成、最適化、および保守を支援するために設計されたユーティリティソフトウェア製品群である。ノートン ユーティリティーズの最新バージョンは、Windows XP/Vista/7/8用のノートン ユーティリティーズ16が2012年10月26日にリリースされた。
ピーター・ノートンは、1982年にDOSの最初のバージョンであるThe Norton Utilities、リリース1を公開した。リリース2は、IBM PCラインの最初のハードドライブに続いて約1年後にリリースされた。 ピーター・ノートンの会社は1990年にシマンテック（現在のノートンライフロック）に売却され、ピーター・ノートン自身はもはやブランドや会社とは関係を持っていない。

## リリース

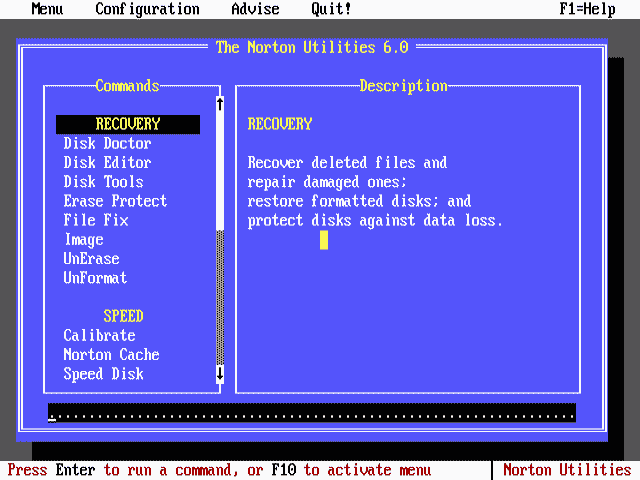
Norton Utilities 6.0 for DOS

ノートン ユーティリティーズはMS-DOS、Windows 3.1、Windows 95/Windows NT 4.0、およびそれ以降のWindowsのバージョン、Macintosh、UNIX向けに製品がリリースされた。
- MS-DOS向け
  - バージョン 1.0
  - バージョン 2.0
  - バージョン 3.0
  - バージョン 4.0
  - バージョン 4.0 Advanced Edition
  - バージョン 4.5 Advanced Edition
  - バージョン 5.0
  - バージョン 6.0
  - バージョン 7.0
  - バージョン 8.0 (DOS/Windows 3.x向け)
- Windows 95以降向け
  - バージョン 1.0 for Windows 95
  - バージョン 2.0 for Windows 95
  - バージョン 2.0 for Windows NT 4.0
  - バージョン 3.0 for Windows 95
  - バージョン 4.0
  - リリース 2000 (バージョン 4.5)
  - リリース 2001 (バージョン 5.0)
  - リリース 2002 (バージョン 6.0)
  - リリース 2003
  - リリース 2004
  - リリース 2005
  - リリース 2007
  - バージョン 14.0
  - バージョン 15.0
  - バージョン 16.0
- Macintosh向け
  - バージョン 1.0
  - バージョン 2.0
  - バージョン 3.0
  - バージョン 3.2
  - バージョン 3.5
  - バージョン 4.0
  - バージョン 5.0
  - バージョン 6.0
  - バージョン 7.0
  - バージョン 8.0 (2004年で開発終了)
- UNIX向け

## レビュー
バイト誌は1989年に、DOS用のノートン ユーティリティーズ4.5をBYTEAwardsの「Distinction」受賞者の1つとして挙げ、「不可欠な救急箱」であると述べた。 
一方、PC Proのダリアングラハム・スミスは、ノートン ユーティリティーズ14 に6段階中2の評価をつけた。彼は、「このような薄っぺらなツールの集まりにこれほど多くのお金を払う理由はまったくない」と結論付けた。 
PC Worldはノートン ユーティリティーズ15をレビューし、次のように結論付けた。「システムが思ったほど速く実行されていない場合は、不要なソフトウェアをアンインストールし、Windowsに同梱のツールまたはダウンロード可能なフリーソフトを使用してバックグラウンドアプリケーションを削除する方が、費用対効果が高い。」 
PC Magazineのレビューでは、ノートン ユーティリティーズ 15は5段階中3の評価を獲得した。ノートン ユーティリティーズは競合他社に遅れをとっていると主張し、「このPCチューンアップユーティリティは、老朽化したPCを復活させることができるが、競合ソフトウェアよりも機能が劣っている」と付け加えた。 
ITProPortal.comは、ノートン ユーティリティーズに10点満点中6点の評価を付けた。彼らは、「ノートン ユーティリティーズは、テスト用ラップトップのガンク除去と全体的なパフォーマンスの向上に満足のいく仕事をしたが、競合製品のSystem Mechanic 11とは相性がよくない」と結論付けた。 
TopTenReviews.comは、ノートン ユーティリティーズに10点満点中7.7の評価を与え、次のように述べた。「ノートン ユーティリティーズには良いヘルプとサポート機能が備わっており、簡単に使えるという意味では平均以上である 。」

## 論争

### 2012年1月のソースコードハック
2012年1月17日、ノートンライフロックはネットワークがハッキングされたことを認めた。 「Yama Tough」として知られるハッカーは、インド政府のサーバーをハッキングしてノートンライフロックのソースコードを入手した。 Yama Toughはソースコードの一部を公開しており、追加で公開すると脅迫した。ノートンライフロックのスポークスマンであるChris Padenによると、取得されたソースコードは、5〜6年前の企業向け製品からのものだった。 

### 2012年9月のソースコードハック
最初のハッキングから8か月後の2012年9月25日、ハッカーグループ「 アノニマス」の関連団体がノートン ユーティリティーズのソースコードを公開した。ノートンライフロックは、これは2012年1月にリークされたのと同じコードだ回答した。彼らは、リークにノートン ユーティリティーズ、pcAnywhere 、 ノートン アンチウイルス2006のソースコードが含まれていることを確認した。 

### 2018年のSpinRiteによるソースコード盗難の申し立て
2018年6月、スティーブ・ギブソンは、毎週のポッドキャスト「Security Now!」で、ノートンのディスクドクターはノートンが開発したのではなく、許可や帰属なしにSpinRiteソフトウェアからリバースエンジニアリングされたと主張した。これは、スティーブ・ギブソンがピーター・ノートンによるSpinRiteの買収を拒否した後に発生したと主張した。彼は、BIOSチェック用に生成した乱数がディスクドクターで変更されていないことを証明したと主張した。これは、おそらくノートンのソフトウェアエンジニアがその意味を知らなかったためである。また、ノートンは最終的にディスクドクターを放棄した。これは、ディスクドクターがどのように機能するかを実際に理解しておらず、ユーザーを実際にサポートできなかったためである。 